# Dan Svátek
Dan Svátek ( Dačice, 29 de octubre de 1975 ) es director de cine, guionista y productor checo.

## Biografía
Uno de sus primeros trabajos fue el cortometraje Owl River (Soví řeka, 1998), que ganó varios premios en festivales internacionales. De esta forma, Svátek entró en contacto con el cine profesional estando aún en la escuela de cine. Como director en prácticas participó en el rodaje de la superproducción estadounidense Misión imposible (1996) dirigida por Brian De Palma. Tras terminar sus estudios, se enroló en un equipo de rodaje que siguió durante trece meses a una expedición ciclista por medio mundo. Esta expedición le llevó a escribir un libro de viajes titulado La vuelta al mundo ( Cesta kolem světa ). Tras regresar, trabajó como asistente de dirección. Unos meses más tarde, en 2000, rodó un relato breve en un tríptico de tres directores, El comienzo del mundo ( Začátek světa ). En 2002, estrenó su primer largometraje, The Damned ( Zatracení ), sobre un joven que fue sorprendido intentando introducir heroína desde el sudeste asiático. Además de otros festivales internacionales, participó en la competición principal del festival de cine de Moscú, donde compitió con creadores como Krzysztof Zanussi, Bob Rafelson, Kira Muratova o Alexander Rogoškin.
En 2005, realizó otro largometraje en inglés llamado Close to Heaven, del que también escribió el guion y produjo la película . El penúltimo largometraje de Dan Svátek hasta el momento es Hodinu nevíš (2009), la historia de un asesino en un hospital, rodada en una coproducción checo-eslovaca. Para la televisión checa, Svátek filmó el thriller televisivo La navaja de Occam ( Occamova břitva, 2012), que fue nominado en varias categorías de los llamados Ninfa de Oro de Montecarlo, los llamados Oscar de la televisión.
Para la Televisión Checa, Svátek también filmó una miniserie de tres capítulos basada en el guion de Josef Klíma titulada Reportérka (2015) con Jiří Bartoška, Tomáš Töpfer y Tereza Voříšková en los papeles principales, y en 2019 también una miniserie de dos capítulos Síndrome de Estocolmo ( Stockholmský syndrom ). El siguiente largometraje fue Las sonrisas de los hombres tristes ( Úsměvy smutných mužů ), basada en el libro autobiográfico de Josef Formánek, que ganó el premio de los aficionados en el León Checo de 2018.
En 2023 realizó la película Dos palabras como clave .  Al igual que la anterior, la película se basa en un libro de Formánek.
De nuevo en 2024 presentó la película Zápisník alkoholicky, protagonizada por la actriz Tereza Ramba, con la que ya había trabajado en la serie Reportérka (2015). 